# Майер, Жан
Жан Ма́йер (словен. Žan Majer; 25 июля 1992, Марибор) — словенский футболист, полузащитник клуба «Кремонезе». Выступал за сборную Словении.

## Карьера
Родился в городе Марибор, Словения. Первым молодёжным клубом Майера стал «Ленарт», где он играл пять лет. В 2003 году перешел в «Яренину», за которую играл в течение 8 лет, на год уходя в клуб «Марибор». Первым профессиональным клубом Майера стал «Алюминий», за который он отыграл 11 матчей в чемпионате. В 2012 году перешел в более крупный клуб — «Домжале». Выступал за молодёжную сборную Словении, за которую сыграл 9 матчей и забил 2 гола.
26 июня 2017 года подписал контракт по системе «3+1» c российским клубом «Ростов».

## Достижения
«Домжале»
- Кубок Словении: 2017